# Плавання на відкритій воді на Чемпіонаті світу з водних видів спорту 2015 — 10 км (чоловіки)
Змагання з плавання на відкритій воді на дистанції 10 кілометрів серед чоловіків на Чемпіонаті світу з водних видів спорту 2015 відбулись 27 липня. Десять перших плавців кваліфікувалися на літні Олімпійські ігри 2016 в дисципліні 10 км.

## Результати
Заплив стартував о 12:00.
| Місце | Плавець              | Країна                     | Час       |
| ----- | -------------------- | -------------------------- | --------- |
| 1     | Джордан Вілімовскі   | США                        | 1:49:48.2 |
| 2     | Феррі Веертман       | Нідерланди                 | 1:50:00.3 |
| 3     | Спірідон Янніотіс    | Греція                     | 1:50:00.7 |
| 4     | Шон Раян             | США                        | 1:50:03.3 |
| 5     | Джек Бернелл         | Велика Британія            | 1:50:05.8 |
| 6     | Марк-Антуан Олів'є   | Франція                    | 1:50:06.4 |
| 7     | Сімоне Руффіні       | Італія                     | 1:50:09.1 |
| 8     | Річард Вейнбергер    | Канада                     | 1:50:19.9 |
| 9     | Аллан до Кармо       | Бразилія                   | 1:50:23.1 |
| 10    | Федеріко Ванеллі     | Італія                     | 1:50:23.1 |
| 11    | Ясунарі Хіраї        | Японія                     | 1:50:28.3 |
| 12    | Аксель Реймон        | Франція                    | 1:50:28.4 |
| 13    | Гергелі Дьюрта       | Угорщина                   | 1:50:37.6 |
| 14    | Деніел Фогг          | Велика Британія            | 1:50:39.7 |
| 15    | Саймон Гутенга       | Австралія                  | 1:50:41.3 |
| 16    | Андреас Вашбургер    | Німеччина                  | 1:50:41.4 |
| 17    | Цзу Ліцзюнь          | Китай                      | 1:50:46.0 |
| 18    | Крістіан Райхерт     | Німеччина                  | 1:50:46.4 |
| 19    | Чад Хо               | ПАР                        | 1:50:47.9 |
| 20    | Естебан Ендеріка     | Еквадор                    | 1:50:48.3 |
| 21    | Діого Вільяріньйо    | Бразилія                   | 1:50:48.8 |
| 22    | Матеуш Савримовіч    | Польща                     | 1:50:49.1 |
| 23    | Уссама Меллулі       | Туніс                      | 1:50:50.2 |
| 24    | Марсель Шутен        | Нідерланди                 | 1:50:52.4 |
| 25    | Ігор Червинський     | Україна                    | 1:50:57.3 |
| 26    | Даніель Дельгадільйо | Мексика                    | 1:51:00.8 |
| 27    | Ервін Мальдонадо     | Венесуела                  | 1:51:19.1 |
| 28    | Джордж О'Браєн       | Австралія                  | 1:51:19.6 |
| 29    | Антоніос Фокаїдіс    | Греція                     | 1:51:27.3 |
| 30    | Кейн Редфорд         | Нова Зеландія              | 1:51:29.4 |
| 31    | Гільєрмо Бертола     | Аргентина                  | 1:51:33.6 |
| 32    | Віталій Худяков      | Казахстан                  | 1:51:33.7 |
| 33    | Кирило Абросімов     | Росія                      | 1:51:37.1 |
| 34    | Іван Ендеріка Очоа   | Еквадор                    | 1:51:54.5 |
| 35    | Йосуке Міямото       | Японія                     | 1:52:06.7 |
| 36    | Марк Папп            | Угорщина                   | 1:52:53.0 |
| 37    | Ян Кутнік            | Чехія                      | 1:52:56.8 |
| 38    | Маттіас Швайнцер     | Австрія                    | 1:52:57.5 |
| 39    | Дієго Вера           | Венесуела                  | 1:52:58.9 |
| 40    | Габріель Вільягойс   | Аргентина                  | 1:53:00.6 |
| 41    | Рафаел Жіл           | Португалія                 | 1:53:01.2 |
| 42    | Шахар Ресман         | Ізраїль                    | 1:53:05.1 |
| 43    | Данило Сєребрєнніков | Росія                      | 1:53:11.9 |
| 44    | Крістофер Браян      | Ірландія                   | 1:53:22.9 |
| 45    | Цяо Чжун'ї           | Китай                      | 1:53:38.5 |
| 46    | Венціслав Айдарскі   | Болгарія                   | 1:53:58.6 |
| 47    | Антоніо Арройо       | Іспанія                    | 1:54:00.2 |
| 48    | Артуро Перес Вертті  | Мексика                    | 1:54:18.4 |
| 49    | Юссеф Хоссамельдін   | Єгипет                     | 1:54:22.5 |
| 50    | Адель Рагаб          | Єгипет                     | 1:55:41.5 |
| 51    | Густаво Гутьєррес    | Перу                       | 1:56:23.1 |
| 52    | Кирило Швець         | Україна                    | 1:56:25.8 |
| 53    | Шай Толедано         | Ізраїль                    | 1:56:27.9 |
| 54    | Матей Козубек        | Чехія                      | 1:56:34.2 |
| 55    | Васко Гаспар         | Португалія                 | 1:56:38.9 |
| 56    | Ерік Гедлін          | Канада                     | 1:56:52.3 |
| 57    | Тамас Фаркас         | Сербія                     | 1:58:22.1 |
| 58    | Ектор Руїс           | Іспанія                    | 1:58:22.2 |
| 59    | Іван Шитич           | Хорватія                   | 2:00:05.7 |
| 60    | Хатем Абдельхалек    | Туніс                      | 2:03:26.7 |
| 61    | Кенессари Кененбаєв  | Казахстан                  | 2:05:43.6 |
| 62    | Вальтер Кабальєро    | Болівія                    | 2:08:15.3 |
| 63    | Кван Хо Їн           | Гонконг                    | 2:10:56.5 |
| 64    | Tse Tsz Fung         | Гонконг                    | 2:11:05.9 |
| 65    | Крістофер Лануза     | Коста-Рика                 | 2:12:23.3 |
| 66    | Авіла Еміліо         | Гватемала                  | 2:14:15.4 |
| 67    | Абдулла Аль-Балуші   | Об'єднані Арабські Емірати | 2:14:43.3 |
| 68    | Марек Павук          | Словаччина                 | 2:16:37.0 |
| 69    | Мандар Дівасе        | Індія                      | 2:16:50.2 |
|       | Деніел Мерейс        | ПАР                        | DNF       |
|       | Браян Рікеман        | Бельгія                    | DNS       |
|       | Афлах Правіра        | Індонезія                  | DNS       |